# كيرن ويست
كيرن ويست (بالإنجليزية: Kieran Martin West)‏ هو مجدف بريطاني، ولد في 18 سبتمبر 1977 في كينغستون ‏ في المملكة المتحدة.

## وصلات خارجية
- كيرن ويست على موقع الاتحاد الدولي للتجديف (الإنجليزية)
- كيرن ويست على موقع اللجنة الأولمبية الدولية (الإنجليزية)
- كيرن ويست على موقع أوليمبيديا (الإنجليزية)
- كيرن ويست على موقع اللجنة الأولمبية البريطانية (الإنجليزية)